# Хазелбахтал
Хазелбахтал (њем. Haselbachtal) општина је у њемачкој савезној држави Саксонија. Једно је од 63 општинска средишта округа Бауцен. Према процјени из 2010. у општини је живјело 4.413 становника. Посједује регионалну шифру (AGS) 14625220.

## Географски и демографски подаци
Хазелбахтал се налази у савезној држави Саксонија у округу Бауцен. Општина се налази на надморској висини од 234 метра. Површина општине износи 37,5 km². У самом мјесту је, према процјени из 2010. године, живјело 4.413 становника. Просјечна густина становништва износи 118 становника/km².